# Гасюк Віталій Аркадійович
Віта́́лій Арка́дійович Гасю́к (нар. 6 грудня 1983 — пом. 20 січня 2015) — солдат Збройних сил України, учасник російсько-української війни. Один із «кіборгів».

## Життєпис
Закінчив Баранівську ЗОШ № 2, навчався в Баранівській школі мистецтв, закінчив Рогачів-Волинську філію Новочорторийського аграрного технікуму. Останнім часом проживав у Києві.
У серпні 2014 року призваний за мобілізацією. Солдат, 90-й окремий десантний штурмовий батальйон «Житомир» 81-ї окремої аеромобільної бригади.
Загинув 20 січня 2015 року у бою з російськими збройними формуваннями в Донецькому аеропорту — під час виїзду на евакуацію поранених.
Довгий час вважався зниклим безвісти, були дані, що БТР, у якому перебував Віталій, повністю згорів на злітній смузі аеропорту. У червні 2018 року Станіслав Паплінський, побратим Віталія, оприлюднив подробиці щодо обставин загибелі: їх МТЛБ «Ластівка» йшла для евакуації бійців з терміналу, проте в тумані впала з 6—8 метрової висоти підпорної стіни терміналу аеропорту і загорілася. Загинув Віталій Гасюк і водій, Олександр Боднарюк.
Кінцем червня 2015 року тіло Віталія ідентифікували за даними ДНК-експертизи. 30 червня 2015-го відбулося прощання в Житомирі.
Без Віталія лишилися батьки, дружина, двоє дітей.
Похований в Баранівці з військовими почестями 1 липня 2015-го. У місті було оголошено день жалоби, в останню дорогу проводжало кілька тисяч людей.

## Нагороди та вшанування
- Указом Президента України № 9/2016 від 16 січня 2016 року, «за особисту мужність і високий професіоналізм, виявлені у захисті державного суверенітету та територіальної цілісності України, вірність військовій присязі», нагороджений орденом «За мужність» III ступеня (посмертно)[1].
- Нагороджений нагрудним знаком «За оборону Донецького аеропорту» (посмертно).
- Нагороджений медаллю «За жертовність і любов до України» (посмертно).
- 20 січня 2016 року на фасаді Баранівської школи № 2 відкрито меморіальну дошку «кіборгу» Віталію Гасюку[2][3].
- Вшановується в меморіальному комплексі «Зала пам'яті», в щоденному ранковому церемоніалі 20 січня[4][5].